# Merklingsen
Merklingsen – wieś w gminie Welver w powiecie Soest, w kraju związkowym Nadrenia Północna-Westfalia, w rejencji Arnsberg.

## Demografia
Według spisu ludności z końca 2024 roku, w Merklingsen mieszkało 73 mieszkańców, z czego 36 to mężczyźni, a 37 kobiety.

## Geografia

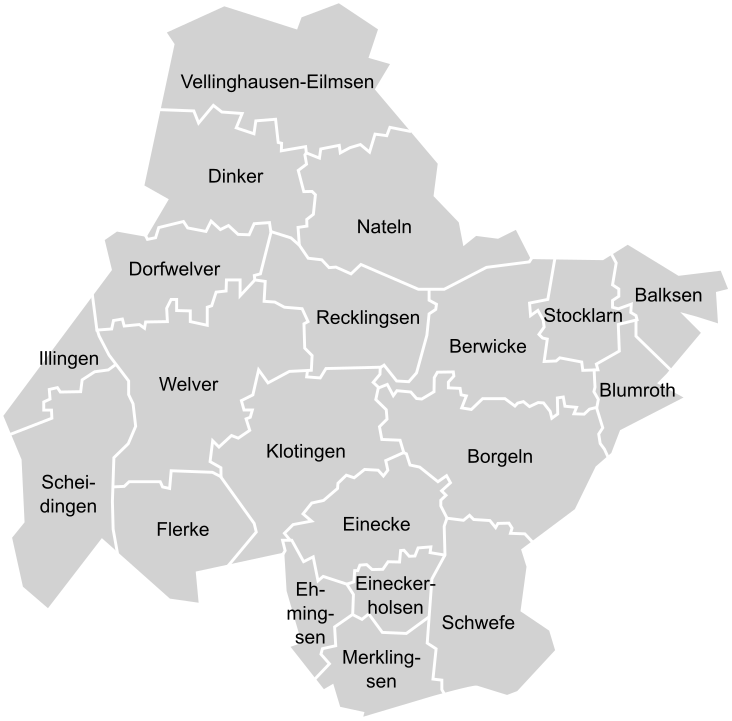
Dzielnice gminy Welver

Merklingsen mierzy powierzchnię 2,91 km².
Dzielnica leży w południowej części gminy i graniczy z siedmioma innymi dzielnicami: Flerke, Welver, Recklingsen, Berwicke, Borgeln, Einecke i Ehningsen.

## Historia
Pierwsza wzmianka o Merklingsen pochodzi z 1203 roku. Wówczas wieś nazywała się Merclinchusen.

### Reorganizacja gmin
W ramach reorganizacji gmin 1 lipca 1969 roku Merklingsen wraz z 20 innymi miejscowościami stało się częścią nowej gminy Welver.

## Polityka
Burmistrzem Merklingsen jest Tim-Fabian Römer.